# Муратова Кіра Георгіївна
Кі́ра Гео́ргіївна Мура́това (до шлюбу Коротко́ва; 5 листопада 1934, Сороки, Румунське королівство — 6 червня 2018, Одеса, Україна) — радянська та українська акторка, сценаристка і кінорежисерка румунського / єврейського походження. Попри те, що фільми Муратової неодноразово потрапляли під увагу цензури в СРСР, вона проявила себе як одна з корифеїв радянського кінематографу та починаючи з 1960 року збудувала надзвичайно успішну кінематографічну кар'єру.
Серед найвизначніших робіт періоду СРСР — фільми «Зміна долі» (1987) та «Астенічний синдром» (1989). Найвідоміший фільм післярадянського періоду — стрічка «Настроювач» (2004), яка стала справжньою сенсацією кількох міжнародних кінофестивалів. Її кінострічки також неодноразово потрапяли в список 100 найкращих українських фільмів.
У 1997 Муратова отримала почесне звання академіка Національної академії мистецтв України. Народна артистка Української РСР (1990), лауреатка Національної премії України імені Тараса Шевченка (1993) та Державної премії імені Олександра Довженка (2002).

## Життєпис

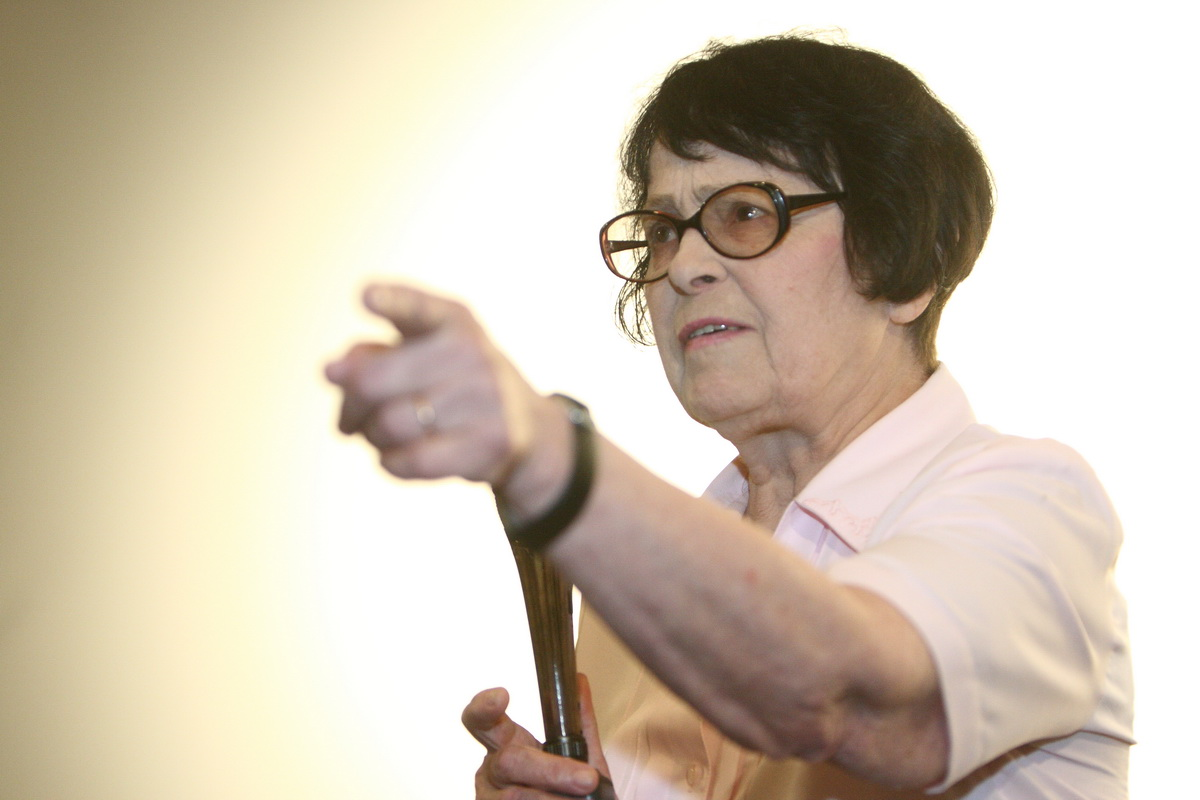
Кіра Муратова, Перший Одеський міжнародний кінофестиваль

Народилася в Румунському королівстві у місті Сороки (нині територія Молдови) у родині Георгія Короткова (рос. Юрий Коротков, рум. Gheorghe Corotcov) та Наталії Скурту (рум. Natalia Corotcov-Scurtu;). Батько Георгій Олександрович Коротков (1907—1941) за фахом був інженером, секретарем підпільного обкому компартії Румунії, загинув під час війни в складі партизанського загону. До компартії належала і мати, яка взяла собі політичний псевдонім Скурту. Мати Наталія Іцківна Короткова-Скурту (1906—1981), яка народилася у єврейській сім'ї Іцка (Ісака) Резника, була лікарем-гінекологом, авторкою наукових книг, грала важливу роль у житті Румунії, працюючи у Міністерстві культури та Міністерстві охорони здоров'я. Померла у Бухаресті.
У 1950-х роках Кіра Короткова переїхала з Бухареста, де проживала з батьками, до СРСР.
У 1952 році розпочала навчання на філологічному факультеті МДУ, але вже через рік у 1953 перевелася на режисерський факультет ВДІК (майстерня Сергія Герасимова і Тамари Макарової), який закінчила у 1959 році. У 1961 році Кіра Муратова стала штатною режисеркою на Одеській кіностудії та разом із першим чоловіком Олександром Муратовим, з яким була у шлюбі кілька років, зробила перші кроки у кінематографі як режисерка. Дебютними її кінороботами як сценаристки та режисерки стали у 1962-му році короткометражний фільм «Біля Крутого Яру» та у 1964-му — повнометражна стрічка «Наш чесний хліб», які вона поставила спільно з чоловіком.
«Наш чесний хліб» — стрічка про українське село, що підіймає дуже багато гострих соціальних питань: від патріотизму до проблеми батьків та дітей.
Фільм «Короткі зустрічі» став її першою самостійною режисерською роботою. До нього ж вона написала і сценарій (у співавторстві з Леонідом Жуховицьким) та виконала головну роль разом з Володимиром Висоцьким.
1971 рік став поворотним в режисерській кар'єрі Муратової. Її нова картина «Довгі проводи» викликала масу розбіжностей в Держкіно та з боку Одеської кіностудії (підсумком цих скандалів стали звільнення директора Одеської кіностудії і голови Держкіно України), і фільм було покладено на полицю. «Довгі проводи» спеціальною постановою ЦК Компартії України було заборонено на понад півтора десятиліття, а у широкий прокат фільм вийшов лише наприкінці 1980-х. У 1987 році стрічка отримала премію на Міжнародному кінофестивалі в Локарно. Конфлікт на студії призвів до того, що з Одеси Кіра Муратова, визнана чиновниками від кінематографа профнепридатною, переїхала до Ленінграда, де тривалий час працювала бібліотекаркою, лише наприкінці 1970-х взявшись до роботи над новою стрічкою. На Ленфільмі Муратова зняла картину «Пізнаючи білий світ».
В Ленінграді Муратова познайомилася з художником Євгеном Голубенком, з яким взяла другий шлюб та почала створювати сценарії у співавторстві.
Піком опали Муратової став фільм «Серед сірих каменів», який в чорновому варіанті називався «Діти підземелля». Керівництво Держкіно України категорично зажадало прибрати з фільму ряд сцен. Повирізали шматки, які не влаштовували чиновників, тому Муратова відмовилася вказувати своє ім'я у титрах, а автором фільму вказали вигаданого Івана Сидорова.
Лише до розпаду СРСР режисерка отримала можливість творити вільно. На екрани вийшли «Зміна долі» та двосерійна драма із гострим соціальним відтінком «Астенічний синдром». Останній фільм спричинив фурор серед критики й аудиторії — і змістом, і композицією, і особливими прийомами подачі (одну частину знято на чорно-білу плівку, іншу на кольорову). Крім того, вперше у радянському кіно з екрану звучала нецензурна лексика. Попри критику, Муратова досягла визнання за кордоном: робота здобула спеціальний приз журі Берлінського кінофестивалю. 
Так, у 1990-ті та нульові Муратова була найбільш продуктивною: за трохи більше ніж 20 років роботи в незалежній Україні вона зняла «Захоплення», «Три історії», «Чеховські мотиви», «Настроювач». У 1990-х Муратова почала співпрацю з акторкою Ренатою Литвиновою, яка зіграла в шести її стрічках.
Справжньою подією кількох міжнародних кінофестивалів став фільм «Настроювач» (2004). В США «Настроювач», як частину ретроспективи фільмів Муратової, було представлено у 2005 році у різних містах, зокрема у Нью-Йорку в Film Society of Lincoln Center та в Чикаго в Gene Siskel Film Center.
У 2012 році режисерка створила останній, 22-й фільм, «Одвічне повернення», прем'єра якого відбулася на VII Римському МКФ. У квітні 2013 року фільм став лауреатом російської кінопремії «Ніка» в номінації «Найкращий фільм СНД і Балтії», — шостої «Ніки» в нагородному списку Кіри Муратової.
2017 року Кіру Муратову запрошено до складу Американської кіноакадемії, яка визначає володарів премії «Оскар».
До кінця 1980-х років мисткиня мала румунське громадянство, потім прийняла радянське та після розпаду СРСР — українське.
Кіра Муратова померла 6 червня 2018 року в Одесі.

## Громадянська позиція
Мала проукраїнську позицію. Виступала проти російської агресії у 2014 році і підтримувала Євромайдан.

## Творчість

### «Короткі зустрічі»
У центрі сюжету — любовний трикутник, що складається з геолога Максима, його дружини Валентини та Наді, несподіваної коханки Максима. Занадтих акцентів на радянську дійсність часів «відлиги» Муратова не робить, максимально виносячи стрічку з тодішньої політичної та соціальної реальності. Модна тема геологів у 1960-ті в СРСР стала фоном для стрічки, сценарну основу якої склали розповіді письменника Жуховіцкого.
«Короткі зустрічі» захоплюють інтимністю оповідання і відсутністю драматургійно слабких моментів. Муратова зняла концентроване кіно, яке не скочується в сентиментальність і дидактику. Нерадянська сутність фільму проявляється і в відчутній, вибуховий чуттєвості в загальних сценах Наді та Максима.

### «Довгі проводи»
«Довгі проводи» не намагаються ретушувати дійсність, і ярлик соцреалізму до цього фільму не може застосовуватися. Історія матері, яка надмірно опікала сина, але у відповідь отримала лише невдячність, символічно зрівнюється з образом країни, яка позбавила своїх громадян головного — свободи. Крізь щільну тканину особистого, побутового оповідання визирає безперечний авторський нонконформізм режисерки, тому нападки на фільм з боку держчиновників були ще більш прозорими.
У фільмі головний акцент зроблено на образі Євгенії Устинової, син Саша лише доповнює її. Сильна любов до сина зробила її внутрішньо вразливою і в певні моменти сліпою, такою, що не помічає очевидної шкоди від власних методів виховання. При цьому в умовах радянської дійсності їй за визначенням не могло бути просто, оскільки мати-одиначка в СРСР була об'єктом очевидного засудження.

### «Астенічний синдром»
«Астенічний синдром», що вийшов у період перебудови, це гранично жорстке кіно, що констатувало прийдешній розпад країни, фокусуючись на розпаді окремих особистостей. І розпад цей починається з неможливості чітко будувати комунікацію — ясна і зрозуміла мова перетворюється в нескінченний потік безглуздих, зайвих слів, будь-яка спроба діалогу обертається постійною лайкою. Муратова показує людей, занурених в постійний конфлікт — як з собою, від втоми та апатії, так і з іншими.
Вихід із цього замкнутого кола конфліктних ситуацій можливий лише в разі виникнення будь-якої емпатії, проте ніхто з дійових осіб не прагне подолати патологічне погіршення душевного та фізичного стану. Найстрашніша сцена стрічки — в шкуродерні, де камера цілеспрямовано не ухиляється від найжорстокіших моментів. Саме в цьому епізоді сконцентрована вся та дегуманізація, що стала фундаментом особистості «радянської людини».

### «Чутливий міліціонер»
Нетипова картина в кар'єрі Муратової відкрила відлік її кінематографічних робіт у 1990-ті. «Чутливий міліціонер» спочатку може здатися занадто інфантильною, награною і навіть знущальною картиною, оскільки час, в який вийшов фільм, не давав можливості розслаблятися, оскільки для багатьох стояло питання виживання. Втім, саме такий художній контраст з реальністю за межами кадру і робить цей фільм таким, що запам'ятовується.
«Чутливий міліціонер» є міською казкою, з усіма притаманними казкам умовностями. Це картина і про можливість неможливого в країні, де, здається, не може бути місця для віри в диво. В тому, що вони можуть, як і раніше, існувати в період первісного нагромадження капіталу, рекету і загального насильства, не вірилося практично нікому. І фільм Муратової саме про можливість віри навіть у повній темряві.

### «Чеховські мотиви»
Керівництво Держкіно України хотіло доручити зйомки екранізації класики Муратовій ще в 1970-х, тоді їй пропонувалося взятися за «Княжну Мері» Михайла Лермонтова. Однак фільм не відбувся, в першу чергу через скандали навколо фільму «Серед сірих каменів». У нульових Муратова сама взялася за перенесення на екран творів Чехова, вибравши для стрічки найнеочевидніші його твори: оповідання «Важкі люди» та п'єсу «Тетяна Рєпіна». «Чеховські мотиви» акцентують глядацьку увагу на жаху повсякденності і посередності. Як людина створює своє оточення, так і оточення створює людину, або ж її руйнує — в залежності від ситуацій. Стрічка на прикладі долі Тетяни Рєпіной і Петра показує цю нестерпну вразливість людей від тих, хто є їх близькими, друзями чи партнерами. Власне, неможливість повної свободи присутня й у цій картині як одна з генеральних тем.

### «Настроювач»
Книга «Нариси кримінального світу царської Росії» Аркадія Кошки була перетворена Муратовою в стильний, іронічний фільм, який починається як мелодрама, а завершується як трагедія людини, що змогла в якийсь момент переступити не тільки через себе, але і через інших. Кіра Муратова зробила фільм споглядальним і неквапливим, максимально зосередившись на деталях розповіді й точному, прискіпливо психологічному зображенні дійових осіб.

## Фільмографія
Режисерка-постановниця:
- 1958 — «Весняний дощ» (короткометражний, спільно з О. Муратовим; співавторка сценарію)
- 1961 — «Біля крутого яру» (короткометражний, спільно з О. Муратовим; співавторка сценарію)
- 1964 — «Наш чесний хліб» (спільно з О. Муратовим)
- 1967 — «Короткі зустрічі» (співавторка сценарію)
- 1971 — «Довгі проводи»
- 1978 — «Пізнаючи білий світ» (співавторка сценарію)
- 1983 — «Серед сірих каменів» (авторка сценарію)
- 1987 — «Зміна долі» (співавторка сценарію)
- 1989 — «Астенічний синдром» (співавторка сценарію)
- 1992 — «Чутливий міліціонер»
- 1994 — «Захоплення» (співавторка сценарію)
- 1997 — «Три історії» (співавторка сценарію)
- 1999 — «Лист в Америку» (короткометражний; співавторка сценарію)
- 2001 — «Другорядні люди» (співавторка сценарію)
- 2002 — «Чеховські мотиви» (співавторка сценарію)
- 2004 — «Настроювач» (співавторка сценарію)
- 2004 — «Довідка» (короткометражний)
- 2007 — «Два в одному»
- 2007 — «Лялька» (короткометражний)
- 2009 — «Мелодія для катеринки» (співавторка сценарію)
- 2012 — «Вічне повернення» (авторка сценарію)

## Премії і нагороди
Хронологічний список нагород режисерки:
- Лауреатка Всесоюзного кінофестивалю в номінації «Велика премія», 1987; в номінації «Приз за режисуру», 1988, СРСР
- Премія «Леопард» на МКФ в Локарно, 1987, 1994, Італія
- Народна артистка Української РСР, 1990
- Спеціальний приз «Срібний ведмідь» Берлінського кінофестивалю, 1990, ФРН
- Премія «Ніка» у номінації «Найкращий ігровий фільм», 1991, 1995, 2005, 2007, 2009, Росія
- Премія МКФ «Кінотавр» у номінації «Спеціальні призи у конкурсі» Фільми для обраних ", 1992; у номінації «Спеціальні призи російського конкурсу», 1994; у номінації «Спеціальні призи за режисуру», 1997, Росія
- Лауреатка Національної премії України імені Тараса Шевченка, 1993, Україна
- Лауреатка Російської незалежної премії «Тріумф», 1995, Росія
- Премія «Арсенал», 1997, Україна
- Лауреатка премії імені Володимира Вернадського, 2000, Україна[28]
- Лауреатка премії ім. Анджея Вайди Американської кіноакадемії і Польського культурного центру в Берліні, 2000, ФРН
- Приз ФІПРЕССІ на МКФ в Сочі, 2001, Росія
- Премія «Golden Lily» на МКФ у Вісбадені, 2001, 2007, ФРН
- Лауреатка Державної премії імені Олександра Довженка за вагомий внесок у розвиток вітчизняного кіномистецтва, 2002, Україна
- Золота медаль Національної академії мистецтв України, 2004, Україна
- Орден Дружби, 2004, Росія
- Приз журі Міжнародної федерації кінопреси 31-го Московського міжнародного кінофестивалю, 2009, Росія
- Лауреатка Всеукраїнської премії «Жінка III тисячоліття» в номінації «Знакова постать» 2007, Україна
- Орден князя Ярослава Мудрого V (1999), IV (2004) та III (2009) ступенів, Україна
- Ювілейна медаль «20 років незалежності України», 2011, Україна
- Нагорода «Золотий Скіфський олень» за внесок у світове кіномистецтво 45-го КМКФ «Молодість», 2015, Україна
- Почесна громадянка Одеси, 2017, Україна[29]

## Вшанування пам'яті
У місті Одеса вулицю Льва Толстого перейменували на вулицю Кіри Муратової.
У місті Лисичанськ вулицю Зої Космодем'янської перейменували на вулицю Кіри Муратової.